# Pachyprosopis xanthodonta
Pachyprosopis xanthodonta is een vliesvleugelig insect uit de familie Colletidae. De wetenschappelijke naam van de soort is voor het eerst geldig gepubliceerd in 1913 door Cockerell.